# Féry du Mont de Gages

Wapen van de familie du Mont de Gages

Féry du Mont de Gages (Bergen, 12 april 1768 - 1 januari 1840) was een Zuid-Nederlands edelman.

## Geschiedenis
- In 1600 verleende aartshertog Albert van Oostenrijk de persoonlijke riddertitel aan Philippe du Mont, heer van Rampemont, eerste schepen van de stad Bergen.
- In 1627 verleende koning Filips IV van Spanje de riddertitel aan Philippe du Mont, kleinzoon van Philippe (hierboven).
- In 1745 werd erfelijke adel met de titel graaf verleend aan Jean-Bonaventure du Mont de Gages, onderkoning, gouverneur en kapitein-generaal van het koninkrijk Navarra (Spaanse verheffing, zonder rechtskracht in de Spaanse Nederlanden).
- In 1758 verleende keizerin Maria Theresia de titel markies de Gages aan François Bonaventure Joseph du Mont. François Bonaventure Joseph du Mont, markies de Gages heeft blijvende bekendheid verworven als grootmeester van de vrijmetselarij in de Oostenrijkse Nederlanden.

## Levensloop
Féry was een zoon van markies François Bonaventure Joseph du Mont de Gages, heer van Gellingen, la Puissance, la Salle, Baschant, d'Aulnois en Hecques en van Alexandrine de Bousies (hierboven).
In 1816 werd hij erkend in de erfelijke adel en benoemd in de Ridderschap van de provincie Henegouwen, met de titel markies. Hij weigerde de benoeming en ze werd geannuleerd. In 1822 werd dit hernomen en werd hij erkend met de titel markies, overdraagbaar op alle afstammelingen. Hij werd kamerheer van Willem I der Nederlanden.
In 1792 trouwde hij met Justine de Senzeille Soumagne (1768-1840). Ze hadden een enige dochter, Justine du Mont de Gages (1791-1855), die trouwde met markies François Rodriguez d'Evora y Vega (1791-1840), lid van het Nationaal Congres. Justine verloor hetzelfde jaar haar beide ouders en haar echtgenoot.
De mannelijke lijn eindigde derhalve met de dood van Féry in 1840.